# Politique dans l'Ardèche
Le département français de l'Ardèche est un département créé le 4 mars 1790 en application de la loi du 22 décembre 1789, à partir de l'ancienne province du Languedoc. Les 335 actuelles communes, dont presque toutes sont regroupées en intercommunalités, sont organisées en 17 cantons permettant d'élire les conseillers départementaux. La représentation dans les instances régionales est quant à elle assurée par 11 conseillers régionaux. Le département est également découpé en 3 circonscriptions législatives, et est représenté au niveau national par trois députés et deux sénateurs. 

## Représentation politique et administrative

### Préfets et arrondissements

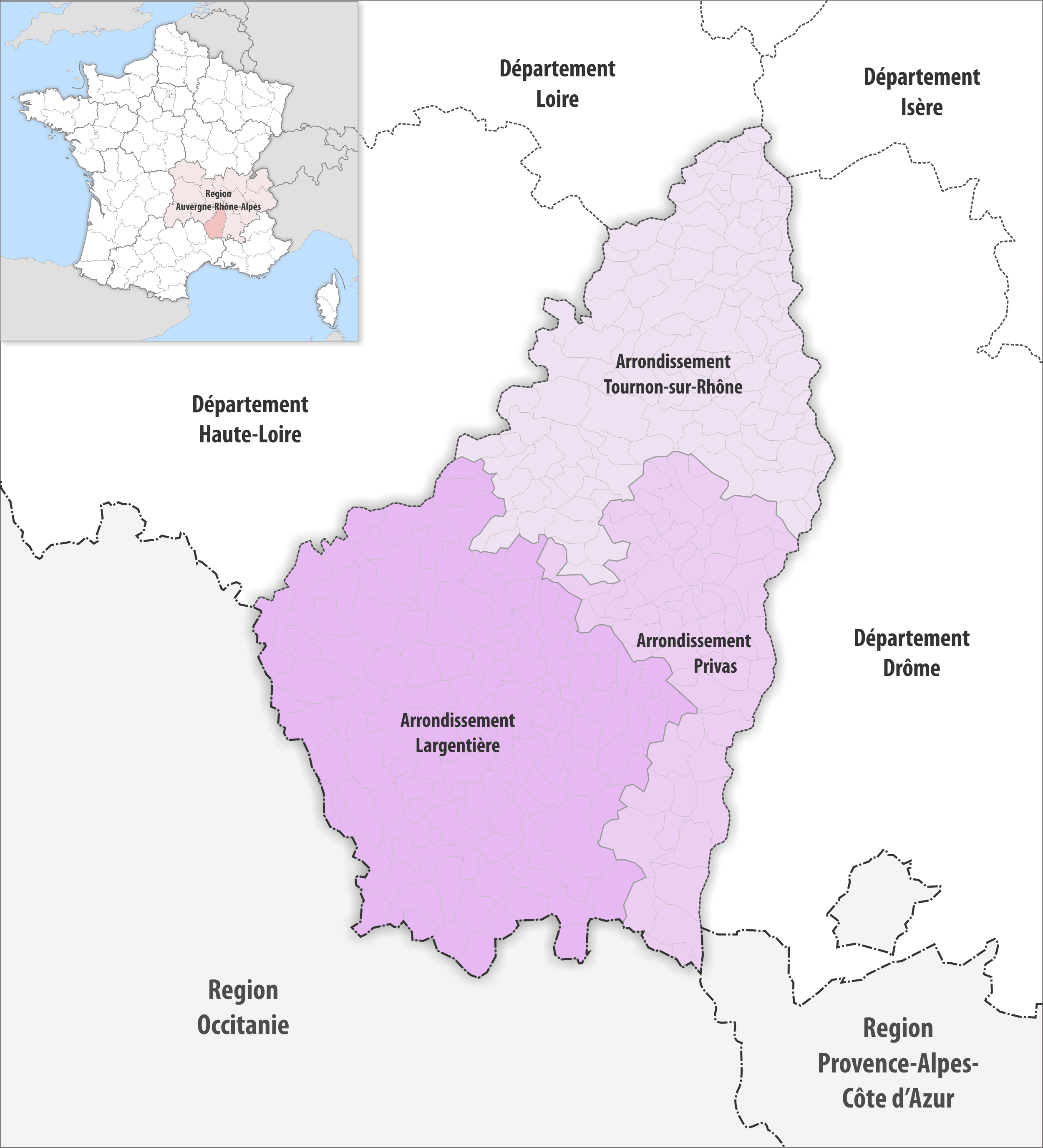
Arrondissements

La préfecture de l'Ardèche est localisée à Privas. Le département possède en outre deux sous-préfectures à Largentière et Tournon-sur-Rhône.

### Conseillers départementaux

Cantons et affiliations à l'issue des élections de 2021.

### Députés et circonscriptions législatives

Circonscriptions et affiliations à l'issue des élections de 2024.

| Circ. | Nom               |  | Parti | Groupe                               | Suppléant                 |
| ----- | ----------------- |  | ----- | ------------------------------------ | ------------------------- |
| 1re   | Hervé Saulignac   |  | PS    | Socialistes et apparentés            | Françoise Gonnet Tabardel |
| 2e    | Vincent Trébuchet |  | UDR   | Union des droites pour la République | Thierry Dussud            |
| 3e    | Fabrice Brun      |  | DVD   | Droite républicaine (app.)           | Brigitte Bauland          |

### Sénateurs
| Nom             |  | Parti | Groupe                  |
| --------------- |  | ----- | ----------------------- |
| Mathieu Darnaud |  | LR    | Groupe Les Républicains |
| Anne Ventalon   |  | LR    | Groupe Les Républicains |

### Conseillers régionaux
Présidence : Laurent Wauquiez (Haute-Loire)
|            | Parti | Siège |
| ---------- | ----- | ----- |
| Majorité   |       |       |
|            | LR    | 3     |
|            | DVD   | 3     |
| Opposition |       |       |
|            | PS    | 1     |
|            | UDI   | 1     |
|            | PCF   | 1     |
|            | EELV  | 1     |
|            | RN    | 1     |

### Les maires des principales agglomérations
Les maires des communes de plus de 2 500 habitants :
| Commune                     | Nombre d'habitants | Nom du maire              | Parti  | Autre mandat               |
| --------------------------- | ------------------ | ------------------------- | ------ | -------------------------- |
| Annonay                     | 16 445             | Antoinette Scherer        | PS     |                            |
| Aubenas                     | 11 586             | Jean-Yves Meyer           | UDI    |                            |
| Guilherand-Granges          | 11 101             | Sylvie Gaucher            | UDI    | Conseillère départementale |
| Tournon-sur-Rhône           | 10 689             | Frédéric Sausset          | LR     |                            |
| Privas                      | 8 352              | Michel Valla              | DVD    |                            |
| Le Teil                     | 8 103              | Olivier Pévérelli         | PS     | Conseiller départemental   |
| Saint-Péray                 | 7 311              | Frédéric Gerland          | UDI    |                            |
| Bourg-Saint-Andéol          | 7 233              | Françoise Gonnet-Tabardel | DVG    |                            |
| La Voulte-sur-Rhône         | 5 084              | Bernard Brottes           | DVD    |                            |
| Viviers                     | 3 895              | Martine Mattei            | SE     |                            |
| Vals-les-Bains              | 3 531              | Michel Ceysson            | DVD    |                            |
| Le Cheylard                 | 3 157              | Jacques Chabal            | LR     |                            |
| Davézieux                   | 2 991              | Gilles Dufaud             | DVD    |                            |
| Chomérac                    | 2 887              | François Arsac            | UDI    |                            |
| Villeneuve-de-Berg          | 2 836              | Sylvie Dubois             | DVG    | Conseillère départementale |
| Les Vans                    | 2 831              | Jean-Paul Manifacier      | PS     |                            |
| Cruas                       | 2 806              | Rachel Cotta              | DVD    |                            |
| Le Pouzin                   | 2 804              | Alain Martin              | DVD    |                            |
| Roiffieux                   | 2 776              | Christophe Delord         | Divers |                            |
| Saint-Agrève                | 2 546              | Maurice Weiss             | PRG    | Conseiller départemental   |
| Saint-Étienne-de-Fontbellon | 2 506              | Paul Abeillon             | DVD    |                            |
| Lamastre                    | 2 459              | Jean-Paul Vallon          | DVD    | Conseiller départemental   |

## Historique
L'année 1945, marque la fin de la Seconde Guerre mondiale et le retour de la paix. Les premières élections organisées sont les municipales en avril et mai où la SFIO sort victorieuse avec les conquêtes des grandes villes du département comme Annonay avec Ferdinand Janvier ainsi que d'autres villes comme Guilherand, Vallon, les radicaux s'impose à Aubenas avec Henri Constant, Tournon et Saint-Péray. Enfin le PCF prend les mairies de Privas, Le Teil et s'implante dans la campagne ardéchoise comme à Lagorce avec Auguste Chapelle ou Saint-Germain avec Ernest Guigon. La droite prend les mairies de Vals-les-Bains où Paul Ribeyre (avec le soutien des communistes) retrouve son fauteuil de premier magistrat en battant très facilement le député Édouard Froment ainsi que celle d'Alba où Camille Rieu (MRP) met fin à 26 ans de gestion radicale-socialiste, Satillieu avec Raoul Tracol, Émile Froment sur Villeneuve-de-Berg et elle reste très majoritaire sur la montagne ardéchoise.
Lors des législatives d'octobre c'est la liste menée par le maire de Vals Paul Ribeyre qui arrive en tête avec 30,73 % et qui élit deux députés Ribeyre et Joseph Allauzen, la liste du PCF de Roger Roucaute obtient 27 % et les socialistes dirigés par Édouard Froment font 18,5 %. les quatre députés seront : Ribeyre, Allauzen, Roucaute et Froment. Aux cantonales, beaucoup d'anciens conseillers généraux issus de la gauche d'avant 1940 font leur retour comme Franck Chante sur Antraigues, Édouard Froment élu à Thueyts, Guy Fougeirol à La Voulte et des nouveaux comme le radical Charles Gounon à Privas (en battant le maire Ludovic Bacconnier), le socialiste Henri Ageron élu à Vallon avec 58,47 % contre le radical Alméras ou encore Henri Chaze élu sur Viviers. La droite, elle, est majoritaire à Lamastre, Satillieu avec Raoul Tracol ou encore Burzet avec Victor Plantevin. C'est Marcel Astier qui est élu Président du conseil général.
L'année 1946, voit le départ le 20 janvier du général de Gaulle qui se retire des affaires. En juin se déroulent les élections constituantes et c'est encore la liste d’entente républicaine sociale de Paul Ribeyre qui arrive en tête mais avec un score inférieur a celui de 1945 de 29,13 % et seulement 1 élu, suivie de la liste de Roger Roucaute (PCF) avec 28,06 %, celle du MRP conduite par Bertrand Chautard fait le très bon score de 20,33 % et la liste socialiste de Froment est en baisse de 2 points avec 16,07 % des voix. Les quatre heureux élus seront Ribeyre, Roucaute, Chautard et Édouard Froment. Lors des législatives de novembre, il n'y aura pas de changement parmi les députés élus en juin.
Les 24 novembre et 8 décembre se tiennent les élections pour les conseillers de la République et c'est le conseiller municipal MRP d'Aubenas Marcel Molle qui sera élu avec 280 voix en compagnie du communiste Édouard Sauvertin qui est élu avec 188 suffrages sur 615 votants.
L'année 1947 est marquée par les municipales d'octobre où la gauche sort vainqueur en conservant Annonay, Largentière, Le Teil, Vallon, Bourg-Saint-Andéol avec la victoire de Pierre Piéri (SFIO) ou Marc Bouvat à Saint-Péray. La droite reprend beaucoup de terrain avec notamment le basculement d'Aubenas où le maire sortant Henri Constant est lourdement sanctionné au profit de la liste de Marcel Molle. Les villes de Vals, Les Vans, Le Cheylard ou encore Coucouron sont facilement conservées ; à noter aussi la lourde défaite de Ludovic Bacconnier à Privas qui est battu par une liste comprenant des radicaux, des modérés et des socialistes dissidents menés par le conseiller général privadois Charles Gounon.
Le radical Franck Chante succède à Marcel Astier à la présidence du conseil général d'Ardèche.
L'année 1948, est marquée par les élections au conseil de la République où le maire d'Aubenas Molle est facilement réélu dans ses fonctions alors que le conseiller sortant PCF Sauvertin est battu au profit du Président Chante.
L'année 1949, voit la droite sortir vainqueur des cantonales de mars. Elle prend les cantons d'Annonay avec la victoire de Joseph Fabre sur le maire de la ville Ferdinand Janvier, Les Vans avec Ferdinand Nadal et Prosper Mounier est élu sur Saint-Martin-de-Valamas. Pour la gauche, Chante est réélu à Antraigues, Fougeirol sur La Voulte et à noter la victoire du socialiste Paul Avon qui bat le communiste Henri Chaze à Viviers avec 54,56 % (grâce aux voix de droite). Franck Chante est réélu président mais il ne dispose que d'une petite majorité.
Au mois de Juin, le département reçoit la visite du Président Vincent Auriol qui est reçu à Annonay, Privas ou encore Vals-les-Bains. Quelques mois plus tard, Paul Ribeyre sera nommé Sous-secrétaire d’État à la Santé et à la Population du gouvernement Bidault.
L'année 1950, commence le 2 janvier par la démission de Ferdinand Janvier de son mandat de maire d'Annonay, c'est Joseph Pourret qui lui succède et à noter aussi la mort dans un accident de voiture du jeune conseiller général de Saint-Félicien Gérard de Sailly. C'est Gilbert Bouvet qui remporte l'élection partielle et cette victoire permet à Joseph Allauzen (CNIP) de prendre la présidence du conseil général au profit de Chante.
L'année 1951, est marquée par le raz-de-marée de la droite aux législatives du 17 juin. Avec 41,2 % la liste du CNIP conduite par le ministre Ribeyre remporte les quatre sièges de députés. La liste Roucaute fait mieux qu'en 1946 avec 30,08 % suivi du MRP de Chautard 18,77 %. La gauche essuie un sérieux revers avec 8,31 % pour la liste SFIO du secrétaire fédéral Pierre Fournier et le petit score de 2,13 % pour les radicaux du maire et conseiller général de Saint-Laurent-du-Pape Guy Fougeirol. Les heureux élus sont donc Paul Ribeyre, Victor Plantevin, Raoul Tracol et Guy de Montgolfier.
Cette victoire est confirmée lors des cantonales d'octobre qui font basculer les cantons d'Aubenas avec Molle, et Largentière avec André Chabanel, il y a aussi basculement à Chomérac où André Chareyre bat Jean Perrin. La droite prend encore les cantons de Villeneuve-de-Berg et celui de Serrières. Les grands perdants de ses élections sont les radicaux et les socialistes alors que Henri Chaze prend le canton de Rochemaure en battant Émir Lardeur (Adjoint au Maire de Privas) et Roucaute perd face à Froment sur Thueyts. Confirmé dans ses fonctions dans son canton de Saint-Pierreville, Ribeyre est élu Président du Conseil général de l'Ardèche.
La défaite de la SFIO lors des législatives va ouvrir une crise au sein de la fédération départementale et Pierre Fournier, jugeant Édouard Froment responsable de l'échec, décide de l'exclure ainsi que Pierre Piéri. Fournier prendra aussi la décision de démissionner de son poste de secrétaire de la fédération SFIO de l’Ardèche et il cédera sa place au vallonnais Jean Faravel.
Le 11 août, Ribeyre fait son retour au gouvernement comme Ministre de la Santé publique et de la Population dans le cabinet de René Pleven.
L'année 1952, marque la chute du gouvernement de René Pleven le 20 janvier et son remplacement par un gouvernement conduit par Edgar Faure qui ne dure que deux mois avant de céder sa place à celui d'Antoine Pinay. Paul Ribeyre conserve ses fonctions au ministère de la Santé.
L'année 1953, voit la chute du gouvernement Pinay et son remplacement par un gouvernement dirigé par René Mayer. Le maire de Vals Ribeyre quitte son poste à la Santé pour devenir Ministre du Commerce mais il retournera au ministère de la Santé dès le 11 février. L'autre événement sont les municipales du 26 avril et du 3 mai où la droite reste majoritaire comme à Aubenas où Marcel Molle est brillamment réélu, Vals-les-Bains avec Paul Ribeyre, Les Vans, Burzet avec le député Plantevin ou encore des villes comme Satillieu, Le Cheylard, Lamastre, Saint-Martin-de-Valamas… La gauche conserve Annonay avec Daniel Aimé (SFIO) qui succède à Joseph Pourret, Vallon-Pont-d'Arc avec Henri Ageron et encore des villes comme Saint-Laurent-du-Pape avec le radical Fougeirol ou Le Teil avec le communiste Thibon qui bat le socialiste Paul Avon.
Le 28 juin suivant, Ribeyre est nommé Ministre de la Justice par Joseph Laniel.
L'année 1954, est marquée par le décès d'Émile Froment, le maire et conseiller général de Villeneuve de Berg. Il avait 70 ans et c'est Lazare Durif qui lui succède. Ribeyre quitte le gouvernement le 18 juin suivant.
Le maire du Teil, Joseph Thibon est contraint à la démission après avoir aidé des jeunes réfractaires qui refusent de partir faire la Guerre d'Algérie. C'est son 2e adjoint René Montérémal qui lui succède à la tête de la mairie.
L'année 1955, est marquée par les cantonales où la surprise est la défaite de Paul Ribeyre à Saint-Pierreville face au DVG Paul Mazet qui a eu le soutien du secrétaire fédéral du PCF Marcel Mazel. Louis Roche-Defrance est élu dans le canton de Tournon et il succède à de Montgolfier, Pierre Jourdan prend lui le canton de Saint-Étienne-de-Lugdarès. La gauche garde facilement ses bastions comme Viviers où Paul Avon bat le jeune maire du Teil René Montérémal, La Voulte avec Guy Fougeirol ou Privas avec Charles Gounon et elle prend le canton de Villeneuve-de-Berg avec l'élection de Paul Ressayre. Déjà Président du conseil général en 1950, Joseph Allauzen retrouve ce poste qu'il conservera jusqu'en 1967.
Le 19 juin, lors des élections au conseil de la République, Molle est réélu avec succès pour un troisième mandat avec 436 voix alors que le sortant Chante lui est battu de justesse avec 419 voix contre 432 pour l'ancien député Alphonse Thibon candidat du CNIP.
Le 2 décembre suivant à Toulon, le député Guy de Montgolfier décède à l'âge de 54 ans.
L'année 1956, est marquée par les législatives du 2 janvier avec le recul notable de la liste de Paul Ribeyre avec 31,8 % et elle obtient deux sièges. La liste PCF de Roger Roucaute fait 26,54 % (moins qu'en 1951) et elle obtient un élu, la liste poujadiste conduite par Maurice Guichard fait 10,2 %. La liste SFIO de Jean Palmero arrive en quatrième position avec 7,50 % et la liste radicale menée par Franck Chante (secondé par Gounon) fait 7,40 % des suffrages. Les heureux élus sont donc Ribeyre, Plantevin, Guichard et Roucaute. Paul Ribeyre sera élu vice président de l'Assemblée nationale.
Mais le 18 avril, l'élection de Maurice Guichard est invalidée et c'est le socialiste Palmero qui le remplace comme député.
Marius Bouchon succède à Jean Faravel au poste de secrétaire fédéral de la SFIO et Paul Ressayre est réélu lors d'une partielle dans son canton à la suite de l'annulation des élections de 1955.
La même année, le radical Julien Roman qui était maire de Saint-Martin-d'Ardèche depuis 1925 et conseiller général de Bourg-Saint-Andéol de 1928 à 1940 et depuis 1945, décède à l'âge de 70 ans et c'est le maire DVG de Bourg Piéri qui lui succède.
L'année 1957, voit le retour au gouvernement du maire de Vals-les-Bains, Paul Ribeyre qui après trois ans d'absence est nommé par Félix Gaillard ministre de l'Industrie et du Commerce. Il conservera cette fonction jusqu'à sa démission le 13 mai 1958. Victor Plantevin et Jean Palmero se prononcent en faveur de la Communauté économique européenne.
La vie politique ardéchoise fut marquée par la domination de la droite et la forte présence des communistes dans la vallée du Rhône.
L'année 1958, marque le retour du général de Gaulle au pouvoir et la mise en place de la Ve République. l'Ardèche conserve trois sièges de députés (contre quatre auparavant) à l'Assemblée nationale. Les élections de novembre voient la victoire des gaullistes en France. Dans la première circonscription, le député sortant Jean Palmero (SFIO) est battu dès le premier tour où il n'obtient que 8,47 % et le député Roger Roucaute (PCF) est en ballottage défavorable contre le candidat du CNIP André Chareyre qui sera élu au second tour dans une quadrangulaire avec 46,05 % contre 27,08 pour Roucaute suivi du radical-socialiste Guy Fougeirol avec 16,4 % et du maire de Bourg-Saint-Andéol Pierre Piéri (UNR) avec seulement 10,47 % des voix.
Il y a élection du conseiller général de Tournon et candidat du CNIP Louis Roche-Defrance dans la deuxième avec 68 % des suffrages contre l'ancien maire d'Annonay Ferdinand Janvier et Adrien Lecour. Enfin dans la troisième, deux députés sortants briguent le siège, le maire de Burzet Victor Plantevin et celui de Vals-les-Bains Paul Ribeyre qui sont membres du CNIP. Mais c'est Albert Liogier (UNR) qui arrive en tête face aux sept autres candidats. Plantevin est battu dès le premier tour et le duel sera UNR-CNIP-PCF-SFIO. Le candidat gaulliste sera élu au second avec 46,64 % des voix contre 24,46 % pour le maire de Vals, 22,89 pour le candidat communiste Henri Chaze et 6,02 % des voix pour Marius Dubois.
L'année 1959, voit l'annulation de l'élection d'Albert Liogier, face à la violence de sa campagne contre Ribeyre. Liogier sera réélu avec 59,48 % des voix contre Roger Roucaute du parti communiste qui obtient 40,52 % le 12 avril.
Les municipales de mars voient une stabilité des maires dans l'Ardèche, avec seulement quelques modifications : l'élection de l'industriel Fernand Duchier (CNIP) qui bat le maire sortant SFIO Daniel Aimé à Annonay, le centriste Jean Joffre qui succède à Raymond Greffe à Viviers et André Chareyre qui retrouve la mairie de Chomérac (maire de 1942 à 1944). La droite conserve Aubenas avec le sénateur Marcel Molle (MRP), Vals-les-Bains avec un nouveau mandat pour Paul Ribeyre et Piéri est lui aussi réélu à BSA. Le parti communiste conforte sa position dans la vallée du Rhône avec les réélections de René Montérémal à Le Teil et d'Henri Chaze à Cruas, le radical Charles Gounon conserve la mairie de Privas et Henri Ageron (SFIO) est réélu à Vallon-Pont-d'Arc.
En avril se tiennent les sénatoriales avec la réélection de Marcel Molle et l'élection de Paul Ribeyre qui ne s'était pas représenté lors des législatives partielles de février 1959.
L'année 1961, voit une large victoire de la droite lors des cantonales de juin. Dans l'Ardèche, l'avocat DVD Pierre-Marie Chaix est élu dans le Canton de Privas, Ribeyre est élu sur Annonay. La gauche conserve les cantons de La Voulte-sur-Rhône avec la réélection de Guy Fougeirol, de Paul Avon à Viviers et du Dr Marc Bouvat à Saint-Péray. Joseph Allauzen (CNIP) garde la présidence du conseil général.
L'année 1962, marque la dissolution de l'Assemblée par Charles de Gaulle et des législatives anticipées à la suite du vote de défiance envers le Premier ministre Georges Pompidou. La grande surprise vient dans la première circonscription où le député sortant André Chareyre arrive en troisième position lors du premier tour avec seulement 22,5 % contre le maire de Cruas Henri Chaze (PCF) qui arrive en tête avec 27,48 % et le candidat UNR Aimé Jeanjean (ancien préfet) qui obtient 23,58 %. La division de la droite permettra l'élection de Chaze avec 37,20 % contre Chareyre 35,79 % et Jeanjean 27,01 % des suffrages. Dans la deuxième, Roche-Defrance (DVD) est réélu au premier tour avec 70,83 % des voix face au communiste Georges Fargier et au secrétaire départemental de la SFIO Marius Bouchon ; et dans la troisième, le député sortant Albert Liogier arrive largement en tête avec 37,21 % contre 21,98 % pour le maire de Lagorce Auguste Chapelle, candidat du PCF et 18,84 % pour le vétérinaire Jean Moulin qui porte les couleurs du MRP. Le PCF se retire et à la surprise générale c'est Jean Moulin qui sera élu avec 55,19 % des voix faisant le maximum de voix dans un front anti-gaulliste regroupant la droite non gaulliste, le centre et la gauche face à Albert Liogier.
L'année 1964, voit une nouvelle victoire de la droite lors des cantonales. La droite conserve le canton de Bourg-Saint-Andéol où le RI Jean-Claude Daudel bat le gaulliste Pierre Piéri dans une triangulaire, celui de Chomérac où l'ancien député André Chareyre est facilement réélu et celui de Saint-Agrève où le RI René Tourasse bat Élie Chareyron. Le député Henri Chaze (PCF) est réélu sur celui de Rochemaure et Henri Ageron garde son mandat sur Vallon après un duel face au communiste Auguste Chapelle ; à noter aussi les défaites du député Jean Moulin qui est battu dans le Canton de Thueyts face à Jean Delenne et de Liogier dans celui de Coucouron où il s'agit de son deuxième échec après les législatives de 1962.
L'année 1965, voit le décès du maire de Chomérac et ancien député CNIP André Chareyre à quelques semaines des municipales du 14 et 21 mars où à gauche, Daniel Aimé (SFIO) prend sa revanche face à Fernand Duchier et retrouve le fauteuil de maire à Annonay, le conseiller général Paul Avon (SFIO) met fin à plus de 20 ans de gestion communiste sur Le Teil en battant René Montérémal avec les voix de droite et le député Henri Chaze est aisément réélu à Cruas. La droite réalise la conquête de la préfecture Privas avec la victoire du DVD Pierre-Marie Chaix et succède à Charles Gounon. Le chirurgien Pierre Charnay (DVD) bat le maire sortant Marcel Molle (MRP) à Aubenas, Pierre Piéri (UNR) est réélu pour un quatrième mandat à Bourg-Saint-Andéol et Ribeyre conserve Vals.
En décembre, la présidentielle voit s'affronter le général de Gaulle et François Mitterrand. De Gaulle est majoritaire dans l'Ardèche avec 55,42 % des voix contre 44,58 % pour Mitterrand. Le général est majoritaire à Aubenas (52,34 %), Villeneuve-de-Berg (55,07 %), Bourg-Saint-Andéol (57,33 %) ou encore Charmes-sur-Rhône (59,58 %) alors que François Mitterrand est en tête à Largentière (51 %), Vals-les-Bains (51,61 %), Le Teil (54,5 %) et à Vallon-Pont-d'Arc (69,46 %).
L'année 1967, marque les élections législatives qui sont les premières élections depuis la présidentielle de 1965. Dans le département de l'Ardèche, la droite réalise le "grand chelem". Henri Chaze arrive pourtant en tête avec 30,93 % des voix devant le maire UDR de Villeneuve-de-Berg Pierre Cornet qui recueille 27,6 et le FGDS Guy Fougeirol arrive troisième avec 15,91 %. Faisant le maximum de voix à droite et au centre, Cornet sera élu avec 52,11 % contre 47,89 % pour Chaze. Louis Roche-Defrance (CD) est réélu dans une triangulaire avec 60,34 % des suffrages contre 34,84 % pour le PCF Georges Fargier et 1,03 pour le gaulliste Pierre Besson. Et dans la troisième, le député sortant Jean Moulin (DVD) arrive nettement en tête 32,87 % suivi du maire d'Ucel et ancien député UDR Albert Liogier en seconde position avec 27,29 %. Liogier se désiste en faveur du député sortant et Moulin sera largement réélu au second tour avec 62,26 % contre 37,74 pour le maire de Jaujac et candidat du parti communiste Jean Delenne.
Les cantonales de septembre et octobre, marquent une nouvelle victoire de la majorité dans le département avec les réélections de Pierre-Marie Chaix (DVD) dans son Canton de Privas et de Paul Ribeyre sur Annonay. Le député Jean Moulin est élu sur le canton de Valgorge au premier tour. La gauche conserve ses bastions comme La Voulte-sur-Rhône avec Fougeirol, Mazet sur Saint-Pierreville et elle prend le canton Joyeuse avec Jean Vannière qui bat...Joseph Allauzen. Battu, Allauzen cède la présidence du conseil général au sénateur Paul Ribeyre.
La vie politique ardéchoise fut marquée par la forte domination de la droite gaulliste et centriste avec Henri Torre dans le département.
L'année 1968, marque les événements de mai où le général de Gaulle, décide de dissoudre l'Assemblée nationale. Ces élections sont un véritable raz-de-marée pour l'UDR en France. L'Ardèche envoie trois députés gaullistes au Palais Bourbon, le député maire de Villeneuve-de-Berg Pierre Cornet est réélu au premier-tour dans la première circonscription avec 52,63 % contre l'ancien député communiste Henri Chaze qui obtint 26,4 % et le socialiste Guy Fougeirol avec 16,28 % des voix. Dans la deuxième, le député RI sortant Louis Roche-Defrance est battu dans une triangulaire avec 34,69 % contre le jeune UDR Henri Torre qui est élu avec 48,91 % des suffrages. Dans la troisième, le maire d'Ucel Albert Liogier revient à l'Assemblée à la suite de sa victoire avec 42,49 % contre le député sortant DVD Jean Moulin 33,48 % et Jean Delenne du PCF avec 24,03 %.
L'année 1969, marque le départ du général et l'élection de son ancien premier ministre Georges Pompidou qui est majoritaire dans l'Ardèche avec 58,32 % contre le Président du Sénat Alain Poher qui recueille 41,68 % des voix. Georges Pompidou est majoritaire à Vals-les-Bains (51,09 %), Aubenas (57,66 %), Privas (61,62 %) et il remporte aussi les principaux bastions de gauche comme Le Teil (53,11 %), Cruas (61,33 %) et même à Antraigues-sur-Volane (70,94 %) avec un faible taux de participation (pour Antraigues, 33 % de participation). Alors que Poher est juste majoritaire à Saint-Agrève (51,55 %), Vocance (53,40 %) ou Vallon-Pont-d'Arc (54,94 %).
L'année 1970, marque les cantonales de mars où la droite conserve aisément la majorité au Conseil général avec les réélections au premier tour de Pierre Cornet dans son canton de Villeneuve contre Pierre Berne et Claude Pradal, le sénateur Marcel Molle sur Aubenas ou l'élection de l'UDR Gilbert Maurel sur le canton de Bourg-Saint-Andéol et celle de Torre à Serrières. Paul Ribeyre garde la présidence du Conseil général.
L'année 1971, fut celle des municipales où la droite réalise la conquête d'Annonay avec l'élection de l'industriel Henri Faure (UDR), de Guilherand avec Henri-Jean Arnaud et conserve Aubenas avec l'élection de l'ancien député Jean Moulin (CDP) avec 53,32 % et succède à Pierre Charnay qui ne se représentait pas. Villeneuve-de-Berg ou le député Cornet obtient un troisième mandat, le RI Pierre-Marie Chaix est réélu à la mairie de Privas contre Fernand Dessus du Parti socialiste et Paul Ribeyre garde la mairie de Vals-les-Bains comme le centriste Jean Joffre à Viviers. La gauche conserve ses principaux bastions avec la réélection de Paul Avon (DVG) à la mairie du Teil, Chaze (PCF) à Cruas, Henri Ageron (PS) est lui aussi réélu à Vallon-Pont-d'Arc ou il est maire depuis 1945. Le communiste Charles Labrouas est élu à La Voulte-sur-Rhône où il met fin à 24 ans de gestion de Guy Baboin Jaubert sur la cité voultaine.
À noter aussi la fin d'une époque à Burzet où Élie Nury succède à l'ancien député Victor Plantevin qui exerçait les fonctions de maire depuis 1929 (avec une interruption de 1940 à 1947).
Aux élections sénatoriales, Paul Ribeyre est réélu mais Marcel Molle est battu par Pierre Jourdan (RI).
L'année 1973, marque les élections législatives où la droite perd du terrain face à la gauche. Dans l'Ardèche, les trois sortants sont tous réélus. Pierre Cornet (DVD) est réélu face à Henri Chaze (PCF) au second-tour avec 53,68 % contre 46,32 % des voix pour le maire de Cruas. Dans le Nord-Ardèche, Henri Torre frôle la réélection au premier-tour (49,91 %) et il sera facilement réélu avec 58,31 % contre Louis Gaillard le candidat du Parti socialiste. Au sud, Albert Liogier arrive aisément en tête avec 31,01 % devant le démocrate-chrétien Jean Moulin 22,63 % et du PCF Jean Primet avec 20,96 %. Liogier sera réélu au second-tour avec 59,02 % contre 40,98 % pour le candidat communiste. Torre, entre dans le gouvernement Messmer comme Secrétaire d’État auprès du ministre du Développement industriel et scientifique et il est remplacé par son suppléant le maire de Lamastre Pierre Grandcolas.
En septembre, se tiennent les cantonales où la droite est à nouveau majoritaire. Pierre-Marie Chaix est réélu dans son canton de Privas et le maire d'Aubenas Jean Moulin est lui aussi réélu sur Valgorge au premier tour. Albert Lioger est élu conseiller général du nouveau canton de Vals-les-Bains. La gauche, garde aisément les cantons Viviers avec Paul Avon (malgré des candidatures PS et PCF), Rochemaure avec Chaze et La-Voulte avec le socialiste Fougeirol.
Déçu de son résultat sur Aubenas lors des législatives (arrivée en deuxième position), le maire Jean Moulin prend la décision de démissionner et il laisse sa place à son premier adjoint Bernard Hugo.
L'année 1974, marque le décès du Président Pompidou et l'élection de Valéry Giscard d'Estaing à l'Élysée. Dans l'Ardèche, le candidat Giscard arrive en tête à Aubenas (55,86 %), Privas (54,56 %), Tournon-sur-Rhône (52,18 %), Vals (50,14 %) ou encore Guilherand (50,09 %). Alors que le candidat Mitterrand est en tête à Annonay (52,39 %), Le Teil (58,69 %), Cruas (66,34 %) ou encore Antraigues (73,09 %). Après la victoire de VGE, Henri Torre n'est pas conservé au gouvernement et son suppléant Pierre Grandcolas démissionne pour provoquer des élections partielles et Torre sera réélu de justesse le 6 octobre 1974 avec 50,37 % des voix contre 49,63 % pour Louis Gaillard du PS dont le suppléant était Jean Parizet (futur maire d'Annonay).
L'année 1976, fut celle des cantonales avec la nette victoire de la gauche face à la droite. Dans l'Ardèche, la droite est lourdement sanctionnée avec la victoire du PS Jean-Marie Alaize qui parvient à se faire élire dans le canton d'Aubenas (le bastion de l'ancien sénateur Marcel Molle). Pierre Cornet est sanctionné lui aussi dans son canton où il ne recueille que 47,1 % contre 52,9 % pour le maire socialiste de Lavilledieu Lucien Auzas. Autre défaite surprise, celle du député Albert Liogier dans son canton de Vals face au socialiste Gaston Pontal qui recueille 55,8 %, le notaire Marc Peschier (PCF) est élu contre Jean Rouré (député suppléant) et succède à Henri Ageron qui ne se représentait pas sur le canton de Vallon-Pont-d'Arc. La gauche prend aussi les cantons de Saint-Agrève, Bourg-Saint-Andéol... Paul Ribeyre est réélu président avec 18 voix contre 15 pour le conseiller général de Joyeuse Jean Vannière.
Le 31 mars, Paul Avon (maire de Le Teil et conseiller général) décède tragiquement à Montpellier. Il est remplacé à la mairie par son premier adjoint Étienne Benistant (DVD) et sur le canton de Viviers par Christian Lavis (PS) qui est élu conseiller général en battant Michel Reynaud (DVD) avec 59,80 %.
L'année 1977, marque le raz-de-marée de l'opposition lors des élections municipales. La gauche réalise les conquêtes d'Annonay (avec le PS Jean Parizet), Georges Courtial à Bourg-Saint-Andéol, Lamastre, Ruoms et Viviers avec l'élection de Lavis qui succède au centriste Jean Joffre. Les socialistes et les communistes conservent aussi leurs bastions de la vallée du Rhône comme Cruas, La Voulte-sur-Rhône... Pour la droite, une surprise avec la réélection d'Étienne Bénistant (DVD puis UDF) à la mairie du Teil dans un bastion de gauche avec 51,80 % des voix contre le candidat communiste Marcel Mazel qui recueille 48,20 %. A Privas, le maire sortant RI Chaix est réélu avec 56,36 %, Cornet est réélu à Villeneuve-de-Berg avec 57,70 %, Hugo est lui aussi réélu à Aubenas avec 55,65 % et des villes comme Guilherand, Vals-les-Bains et Ucel restent à droite.
L'année 1977, marque aussi la mort d'Henri Ageron quelques semaines après les municipales à l'âge de 77 ans. Il avait été directeur de la distillerie coopérative de 1930 à 1965, maire de Vallon-Pont-d'Arc pendant 32 ans et conseiller général de 1945 à 1976. Ageron s'était aussi opposé en 1972 au projet de la Centrale nucléaire de Cruas.
L'année 1978, marque les élections législatives de mars où la droite sort vainqueur de ce scrutin après un premier tour difficile face la gauche. Dans la première circonscription de l'Ardèche, Pierre Cornet (UDF) doit faire face à un duel difficile face à son adversaire habituel le communiste Henri Chaze et un concurrent de marque avec la candidature de l'ancien secrétaire national du PSU Robert Chapuis venu s'implanter dans l'Ardèche où il porte les couleurs du Parti socialiste. Cornet arrive en tête avec 30,14 % contre 25,36 % pour le maire de Cruas et 20,39 pour Chapuis. Le député sortant est réélu au second tour contre Henri Chaze avec 51,41 % contre 48,59 %. Dans la deuxième, Henri Torre est réélu très facilement au premier tour avec 52,54 % des voix. Et dans la troisième, Albert Liogier est lui aussi réélu au second tour avec 54,72 % contre 45,28 % pour René Vidal (PCF) qui est aussi maire et conseiller général de Barnas.
L'année 1979, fut celle des cantonales où Jean-Pierre-Viale (PS) réalise la surprise d'être élu dans le canton de Privas avec 57,60 % des suffrages où il bat le maire UDF Pierre-Marie Chaix. Chaix est même battu dans sa propre ville, cela le poussera à démissionner de son mandat de maire et de laisser la place à son premier-adjoint Amédée Imbert. La gauche sort vainqueur de ces élections avec la réélection de Christian Lavis sur Viviers où il réalise 100 % (unique candidat au second tour). Michel Teston est élu dans le canton d'Antraigues-sur-Volane, Yves Dessus succède à Paul Mazet dans le canton de Saint-Pierreville, élection du deuxième-adjoint au maire socialiste de La Voulte-sur-Rhône Claude Laréal comme conseiller général. La droite conserve les deux cantons d'Annonay avec le RPR Louis Levrault qui succède à Paul Ribeyre et Régis Perbet (RPR et suppléant de Torre) est lui réélu dans le canton d'Annonay-Sud. Le maire du Béage Marcel Gardès retrouve le canton de Montpezat ou il bat Paul Ollier et le sénateur Ribeyre. Henri Torre est élu président du Conseil général avec 17 voix contre 16 pour Gaston Pontal. La droite ne dispose plus que d'une voix de majorité.
En juin se tiennent les premières élections européennes en France. La liste (UDF-UFE) dirigée par Simone Veil arrive en tête dans l'Ardèche avec plus de 33 % suivie de celle du Parti socialiste mené par François Mitterrand qui ne recueille seulement que 22 %.
Le Conseil général passe à gauche à la suite de l'élection partielle du canton des Vans, mais l'abstention d'un conseiller général communiste permet à Torre de garder la présidence.
Le 1er novembre, marque le décès du maire DVG de Saint-Laurent-du-Pape et ancien conseiller général Guy Fougeirol. Il fut plusieurs fois candidat pour les radicaux et la FGDS lors des élections législatives de 1951, 1958 (présent au second tour), 1967 et 1968.
L'année 1980, marque les sénatoriales du 28 septembre avec les élections du maire d'Aubenas Bernard Hugo et du député Henri Torre qui battent les sénateurs sortants Pierre Jourdan (DVD) et Paul Ribeyre (UDF).
À la suite de son élection au Sénat, Torre démissionne de son mandat de député et c'est son suppléant Régis Perbet (RPR) qui sera élu lors du second tour le 30 novembre contre le socialiste Robert Charra avec 56 % des suffrages exprimés.
La vie politique ardéchoise fut marquée par plusieurs personnalités qui se partagèrent les responsabilités comme Robert Chapuis, Régis Perbet, Henri Torre ou encore Jean-Marie Alaize.
L'année 1981, tout d'abord, marque plusieurs changements. Pour la première fois sous la Ve République, l'Ardèche donna la majorité à François Mitterrand avec 50,62 % et qui arrive en tête à Privas (50,12 %), Guilherand-Granges (53,97 %), Le Teil (60,08 %) et une majorité pour Valéry Giscard d'Estaing à Tournon-sur-Rhône (50,17 %), Vals-les-Bains (50,79 %), Aubenas (51,75 %) et le Cheylard (56,18 %). Lors des législatives de juin, Robert Chapuis (PS) est élu député de la première circonscription ou il succède à Pierre Cornet qui ne se représentait pas. Jean-Marie Alaize (PS) fait tomber Albert Liogier dans la circonscription d'Aubenas, ce qui fut une surprise du fait que cette circonscription était un bastion de la droite. Seul, Régis Perbet au Nord-Ardèche sauve la sienne face au conseiller général Robert Charra avec 51,80 % des voix.
L'année 1982 marque un échec pour la gauche au pouvoir lors des cantonales de mars 1982, les socialistes perdent la majorité au conseil général, le député Alaize est battu dans son propre canton par le maire d'Aubenas Bernard Hugo, Charra perd celui de Saint-Peray face à Henri-Jean Arnaud et l'ancien député Jean Moulin (UDF) est élu dans celui de Thueyts contre René Vidal.
L'année 1983 voit également de nombreux changements dans les municipalités. Les élections municipales sont marquées par la vague bleue nationale. Bernard Hugo est réélu à Aubenas avec 57,88 % contre le socialiste Robert Eymery ainsi qu'Amédée Imbert (UDF) qui bat Jean-Pierre Viale (PS) et Raymond Cassagne (PCF) au premier tour (avec 59,21 %) à la mairie de Privas. Annonay revient à droite avec l'élection de Perbet qui bat le maire socialiste sortant Jean Parizet avec 52,08 %, à Villeneuve-de-Berg, l'ancien député Pierre Cornet conserve son mandat. L'UDF Jean-Paul Ribeyre succède à son père Paul Ribeyre à la mairie de Vals-les-Bains et l'élection de Jean-François Michel à la mairie de Vernoux-en-Vivarais ou il bat Raymond Finiels de justesse.
Pour les socialistes et ses alliées, Le Teil revient à gauche avec l'élection du député Robert Chapuis qui bat le maire UDF sortant Étienne Bénistant avec 60,51 %, Yves Alméras (PS) remplace le socialiste Georges Courtial à Bourg-Saint-Andéol, Claude Laréal (suppléant de Chapuis) devient maire de La Voulte-sur-Rhône et Francis Rochette (PCF) succède à Marc Peschier sur Vallon-Pont-d'Arc du fait que la tête de liste Jean-Pierre Ageron (fils d'Henri Ageron) n'est pas élu.
Lors des élections européennes, c'est la liste d'union RPR-UDF menée par Simone Veil qui arrive en tête avec 45,72 % devant la liste socialiste menée par Lionel Jospin qui recueille seulement 21,28 % des voix. La liste de Mme Veil obtient 42,3 % des voix à Vals, 47,8 % à Serrières, 49 % à Privas ou encore 59,9 % à Saint-Félicien.
L'année 1985 marque un nouvel échec pour le Parti socialiste et ses alliées, lors des cantonales ou ils perdent les cantons de Privas (avec l'élection d'Amédée Imbert au premier tour), Viviers (à gauche depuis 1937), Saint-Pierreville, les Vans... Henri Torre conserve aisément son mandat de président du Conseil général. Après avoir démissionné de son mandat de maire avec plusieurs conseillers à la suite de l'occupation de sa mairie par des salariés de Clergeau pour la réouverture des deux usines la SOFAC et les carrelages et plusieurs manifestations dont aussi l'occupation de la préfecture, Yves Alméras est réélu à Bourg-Saint-Andéol avec un score limité face à la droite.
L'année 1986 marque les élections législatives. La droite de gouvernement est majoritaire avec 47,6 % contre 43,2 % pour le PS. La victoire du RPR et de l'UDF, envoie deux députés avec Régis Perbet pour le RPR et Jean-François Michel pour l'UDF à l'Assemblée nationale. Robert Chapuis (tête de liste socialiste) conserve son mandat, mais Jean-Marie Alaize perd le sien. En contrepartie, il ira siéger au Conseil régional avec Yves Jouvet (Premier secrétaire de la fédération PS de l'Ardèche) et Claude Laréal alors que la droite envoie Régis Perbet, Amédée Imbert, Marcel Gardès, Jean-Louis Chirouze et Jean-Paul Ribeyre à la Région. En octobre, Perbet démissionne de la mairie d'Annonay et de la Région pour cumul des mandats et il est remplacé par Claude Faure dont le père Henri fut maire de 1971 à 1977.
L'année 1988 sera celle de l'élection présidentielle ou François Mitterrand bat Jacques Chirac dans l'Ardèche avec 52,29 % pour 47,71 pour son Premier ministre. Le candidat Mitterrand arrive en tête à Annonay (56,25 %), Guilherand-Granges (51,22 %), Le Teil (60,79 %), Tournon (51,2 %) et Vals-les Bains (52,91 % une surprise dans ce bastion de droite). Jacques Chirac est juste majoritaire à Aubenas (55,03 %), à Privas (50,24 %) et dans la montagne ardéchoise. Les législatives de juin, marquent la réélection de Robert Chapuis dans la première circonscription ou il bat le maire RPR de Saint-Vincent-de-Barrès Georges Chagounoff avec 54,53 %. Après un duel difficile face au DVG Jacques Dondoux, Régis Perbet conserve son mandat avec 51,31 %. Enfin dans la troisième, Jean-Marie Alaize profite de la division de la droite pour battre le sortant Jean-François Michel avec 51,03 % des suffrages. Chapuis fait son entrée au gouvernement de son ami Michel Rocard comme Secrétaire d'État au ministère de l'Éducation Nationale, chargé de l'enseignement technique. C'est Claude Laréal qui le remplace à l'Assemblée.
Les cantonales de septembre 1988, marquent un sursaut de la gauche avec l'élection au premier tour de Jacques Dondoux dans le canton de Saint-Agrève, les réélections du socialiste Lucien Auzas (suppléant d'Alaize) sur Villeneuve-de-Berg, Max Carrière à Bourg-Saint-Andéol. Pour la droite, Moulin conserve le canton de Thueyts et Hugo est réélu dans une triangulaire avec 39 % contre 36 % pour Robert Eymery et 25 % pour Pierre Chastanier.
L'année 1989 voit la victoire du PS lors des municipales avec les réélections au premier tour de Chapuis au Teil, Laréal à La-Voulte et Lavis est lui aussi réélu à Viviers. Une surprise à signaler avec l'élection d'Alaize qui bat Ribeyre dans une triangulaire à Vals et met fin à 46 ans de gestion de la famille Ribeyre sur la cité thermale, Jean-Pierre Ageron (PS) succède au communiste Francis Rochette à la mairie de Vallon. Pour la droite, la conquête de Bourg-Saint-Andéol avec l'élection du jeune candidat RPR Jean-Marc Serre qui bat le maire sortant socialiste Yves Alméras et Raymond Grégoire (PCF) avec 50,97 % des suffrages au premier tour. A Guilherand le RPR Arnaud est réélu avec 59,75 % des voix contre le PS Yves Jouvet et Hugo est réélu à Aubenas dans une triangulaire avec 42,72 % contre l'UDF dissident Pierre Chastanier 33,30 % et le socialiste Eymery qui obtient 23,98 % des suffrages.
Après un premier tour délicat face à l'ancien maire Jean Parizet, Claude Faure est réélu avec 53,13 % à la mairie d'Annonay. Encore une réélection au premier tour pour le maire de Privas Imbert qui est réélu avec 60,55 % contre M. Viale le candidat de la gauche.
Les élections de 1989, marquent aussi la fin d'une époque avec l'élection du DVD Claude Déjean qui réussit la succession de Pierre Cornet à Villeneuve-de-Berg où il bat le communiste Claude Pradal avec 58 % et celle de Pierre Douce (PS) qui remplace Henri Chaze (maire depuis 1956) à Cruas.
Le 18 juin, c'est la liste UDF-RPR menée par Valéry Giscard d'Estaing qui arrive en tête dans l'Ardèche lors des élections européennes avec 30,22 % des voix contre la liste PS de Laurent Fabius avec 23,5 % et la liste dissidente de Simone Veil obtient 8,45 % des suffrages.
Henri Torre (UDF) et Bernard Hugo (RPR) sont réélus lors des sénatoriales de septembre face au socialiste Michel Teston.
L'année 1991 est marquée la démission forcée de Michel Rocard de Matignon. Robert Chapuis n'est pas conservé dans le gouvernement d'Édith Cresson. Craignant des résultats incertains, Chapuis décide de ne pas provoquer de législatives partielles et permet au maire de La-Voulte-sur-Rhône de rester député jusqu'en mars 1993.
L'année 1992 marque un échec cuisant pour les socialistes lors des régionales et des cantonales. La gauche perd plusieurs bastions dans l'Ardèche avec les défaites du député Claude Laréal qui est battu par le maire RPR de Saint-Georges-les-Bains Bernard Berger avec 53,71 % dans le canton de La Voulte-sur-Rhône, de Robert Chapuis qui est largement battu avec seulement 42,74 % par l'ancien socialiste Christian Lavis (qui a rejoint les rangs de l'UDF) soutenu par Henri Torre dans le canton de Viviers. Pour la droite, Amédée Imbert est confirmé sur le canton de Privas, le DVD Michel Valla est élu à celui de Saint-Pierreville dans une triangulaire contre le conseiller général sortant Jean-Louis Chirouze et le socialiste Alain Jourdan.
Mais deux mois après, le député Régis Perbet décède à l'âge de 73 ans, il sera remplacé par son suppléant Henri-Jean Arnaud, maire de Guilherand-Granges.
Le 21 septembre 1992, l'Ardèche dit "OUI" au Référendum français sur le traité de Maastricht de justesse avec 50,97 %. Le "OUI" arrive en tête à Annonay (54,49 %), Aubenas (54,40 %), Guilherand-Granges (58,11 %), Privas (57,09 %) et Vals-les-Bains (51,88 %). Le "NON" remporte la majorité à Bourg-Saint-Andéol (53,88 %), Le Teil (54,44 %), Thueyts (56,48 %) ou Cruas (62,99 %).
L'année 1993 marque le véritable raz-de-marée de l'UPF (Union RPR-UDF) aux élections législatives. En Ardèche, l'UPF réalise le "grand chelem" avec trois députés issus de la droite gouvernementale. Dans la première circonscription, le maire de Privas, Amédée Imbert bat Robert Chapuis avec 54,57 % contre 45,43 % pour le maire du Teil. Imbert assure son élection dans la région des Boutières et celle de Privas, alors que les cantons de la vallée du Rhône ont confirmé leurs votes pour Chapuis (sauf à Bourg-Saint-Andéol ou les voix du FN favorisèrent le candidat UDF). Arnaud est confirmé dans la deuxième circonscription face au centriste Dominique Chambon. Jean-Marie Roux, le maire RPR des Vans bat Jean-Marie Alaize avec 55,38 % dans la troisième. Roux est majoritaire dans le bassin d'Aubenas ainsi que dans la montagne ardéchoise alors que Alaize remporte les cantons d'Antraigues, Valgorge, Vallon, Vals et Villeneuve.
En septembre 1993, Alaize, perd son dernier mandat, celui de maire de Vals-les-Bains ou il est battu lors d'élections municipales partielles face au jeune RPR Jean-Claude Flory qui recueille 53,67 % contre 46,33 % des suffrages pour le maire sortant.
L'année 1994, fut celle du renouvellement des élus dans l'Ardèche lors des cantonales de mars avec la nouvelle génération représentée par Pascal Terrasse (PS) élu sur le canton de Bourg-Saint-Andéol, Stéphane Alaize élu sur celui d'Aubenas, le nouveau maire de Vals-les-Bains, Jean-Claude Flory est élu sur le canton de Vals ou il bat le maire de Saint-Privat Jacky Pontal qui était conseiller général depuis 1982.
L'année 1995 sera celle de l'élection présidentielle du 7 mai 1995 ou le candidat du RPR Jacques Chirac sera élu contre le socialiste Lionel Jospin avec 52,64 % des voix. Dans le département de l'Ardèche, le candidat Chirac arrive en tête à Aubenas (55,97 %), Privas (53,96 %), Guilherand-Granges (54,15 %), Bourg-Saint-Andéol (55,26 %) ou encore Vals (52,02 %). Le candidat Jospin est majoritaire dans les bastions de gauche comme Annonay (52,83 %), Le Teil (56,05 %), Cruas (68,55 %) ou encore Vallon (61,54 %).
Les municipales de juin, sont une confirmation de la victoire de Jacques Chirac dans le département. le droite reste majoritaire à Annonay (de justesse), à Privas ou Amédée Imbert est réélu avec 61,06 % des voix contre Raymond Tignol le candidat du parti socialiste, à Guilherand ou le député maire Henri-Jean Arnaud est réélu pour un cinquième mandat, Jean-Claude Flory est réélu à Vals-les-Bains contre Jean-Marie Alaize tout comme Jean-Marc Serre à Bourg-Saint-Andéol ou il bat facilement Pascal Terrasse. La gauche fait la conquête historique d'Aubenas où Stéphane Alaize (PS) réussit l'exploit de battre le maire sortant Bernard Hugo avec 52,8%. Le communiste Robert Cotta reprend la mairie de Cruas pour les communistes et le radical Jacques Dondoux devient maire de Saint-Agrève en succédant à Louis Herdt.
À Viviers, Christian Lavis qui avait quitté le parti socialiste avec fracas en 1992 pour l'UDF doit affronter son ancien premier adjoint André Allignol (PS). Toute la liste Allignol sera élue contre celle du maire sortant. Mais Lavis obtient l'annulation de l'élection et André Allignol sera réélu quelques mois plus tard.
Un événement douloureux se produit au Teil, où le maire sortant Robert Chapuis doit affronter son ancien premier adjoint Paul Allemand et son ancien directeur de cabinet qui monte une liste DVG contre le maire sortant. Le dimanche 11 juin 1995, Robert Chapuis est réélu au premier tour avec 51,56 % contre 25,70 % pour la liste DVG et la liste DVD de Michel Reynaud obtient 22,74 %. Mais l'ancien premier-adjoint saisit le Tribunal administratif pour excès de « publicité ». Le 20 juillet, le Tribunal administratif de Lyon annule l'élection de juin dernier et les prochaines sont prévues pour septembre. Mais en août 1995, Michel Reynaud fait appel au Conseil d'État contre la décision du Tribunal administratif et il faudra attendre février 1996 pour avoir une réponse.
L'année 1996 marque la fin de la crise politique au Teil ou le 11 février, la liste Chapuis obtint près de 63 % des voix contre la liste Allemand.
Mais le 12 septembre 1996, marque le décès de l'ancien député Pierre Cornet qui avait quitté la vie publique en 1989. Cornet avait commencer sa carrière politique en 1955 en devenant conseiller général de Villeneuve-de-Berg, puis maire de cette commune de 1962 à 1989 et enfin député UDR, DVD puis UDF de 1967 à 1981.
 (octobre 2015).
- Si vous ne connaissez pas le sujet, laissez ce bandeau (vous pouvez alors contacter les auteurs).
- Si vous supprimez le contenu mis en cause (vous pouvez préalablement contacter les auteurs),

argumentez précisément cette suppression dans la page de discussion
(un manque de référence n'est pas un argument ; une recherche réelle de référence doit avoir été effectuée, être formellement documentée).
 (août 2013).
Si vous disposez d'ouvrages ou d'articles de référence ou si vous connaissez des sites web de qualité traitant du thème abordé ici, merci de compléter l'article en donnant les références utiles à sa vérifiabilité et en les liant à la section « Notes et références ».
Cet article traite de la vie politique en Ardèche de 1997 à 2011. La vie politique ardéchoise est marquée, ces dernières années, par une instabilité imposée par des changements fréquents à la tête des exécutifs locaux.
L'année 1997, tout d'abord, marque quelques changements majeurs. Les trois circonscription législatives basculent à gauche, apparaissent alors des nouvelles têtes telles que Pascal Terrasse, jeune conseiller général du canton de Bourg-Saint-Andéol, élu député de la première circonscription et Stéphane Alaize, le jeune maire socialiste d'Aubenas et conseiller général du canton d'Aubenas, élu député de la troisième circonscription. 
Jacques Dondoux, député radical-socialiste de la deuxième, est nommé au gouvernement de Lionel Jospin, cède sa place de député à son suppléant, Jean Pontier, alors maire de Saint-Jean-de-Muzols et conseiller général du canton de Tournon-sur-Rhône.
Nouveau rebondissement électoral : plus tard, au mois de juin, des élections municipales partielles à Annonay font gagner le socialiste Jean-Claude Tournayre, la première ville d'Ardèche bascule à gauche. En effet, le conseil d'État venait d'annuler l'élection de Claude Faure pour irrégularité à six mois des élections municipales de 1995.

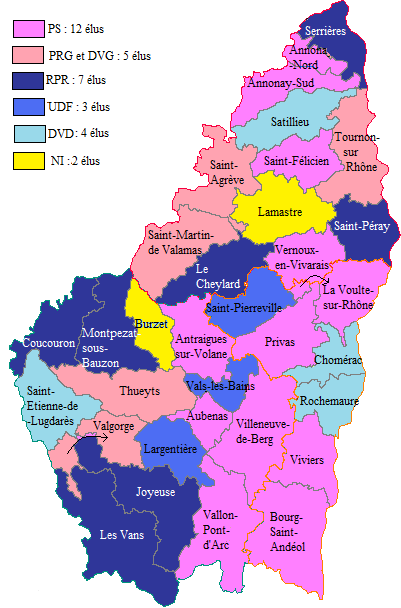
Étiquettes politiques des conseillers généraux de l'Ardèche à la suite des cantonales de 1998.

L'année 1998 marque un nouveau tournant pour la politique ardéchoise. La gauche remporte les élections régionales (en nombre de sièges) avec le jeune socialiste Pierre Jouvencel, nouveau conseiller général du canton de Saint-Félicien et le communiste annonéen Serge Plana en tête de liste. À droite Jean-Claude Flory et l'UDF Dominique Chambon sont également élus. Un représentant CPNT, Alain Roure, est élu, ce qui n'est pas exceptionnel quand on connait le nombre important de chasseurs dans l'Ardèche.
Mais surtout le conseil général bascule à gauche avec l'élection de Michel Teston en tant que président à la place de Henri Torre. Quatre anciens fiefs de droite se voient ainsi basculer de droite à gauche avec les cantons d'Annonay-Nord, Annonay-Sud (où le nouveau maire, Jean-Claude Tournayre est élu), de Privas avec le maire de Saint-Priest d'alors, Yves Chastan et celui de Saint-Félicien avec l'élection du nouveau conseiller régional, Pierre Jouvencel.
À l'occasion des élections sénatoriales, pour la première fois depuis très longtemps, un sénateur de gauche est élu en la personne du président du conseil général, Michel Teston qui prend la place de Bernard Hugo, l'ancien maire RPR d'Aubenas, qui ne se représentait pas. Henri Torre est, quant à lui, réélu sénateur.
L'extrême droite, qui a toujours été faible dans l'Ardèche, a longtemps été menée par le FN albenassien Thierry Arsac. Il rejoint les rangs des mégrétistes au sein du MNR.
Lors des élections européennes, c'est la liste PS menée par François Hollande qui arrive en tête avec près de 20 % des suffrages, suivie de la liste Charles Pasqua-Philippe de Villiers avec 12,82 % des voix, celle du RPR de Nicolas Sarkozy avec 10,5 % des voix, celle de CPNT avec Jean Saint-Josse de 9,69 % et puis celle de l'UDF avec François Bayrou qui fait 8,66 % des voix. Le FN de Jean-Marie Le Pen fait un mauvais score (4,34 %).
L'année 2000 voit un fait politique marquant et « douloureux » pour Aubenas. Le maire d'alors, Stéphane Alaize, symbole même de l'homme politique, jeune, ambitieux, qui gagne tout (il était maire, député, vice-président du conseil général) et qui avait réussi à faire basculer à gauche un fief de droite, décide, à la suite de mésententes, de supprimer certaines de ses délégations à ses adjoints. La majorité se déchire, le premier adjoint, communiste, Henri Delauche mène ensuite un front très dur contre le maire et démissionne avec une partie importante des conseillers municipaux de la majorité. Une élection partielle a donc lieu et, à la suite d'une lutte fratricide entre Henri Delauche et Stéphane Alaize, la droite, emmenée par la RPR Jeanne Chaussabel, remporte les élections et fait basculer Aubenas, deuxième ville du département, à droite.

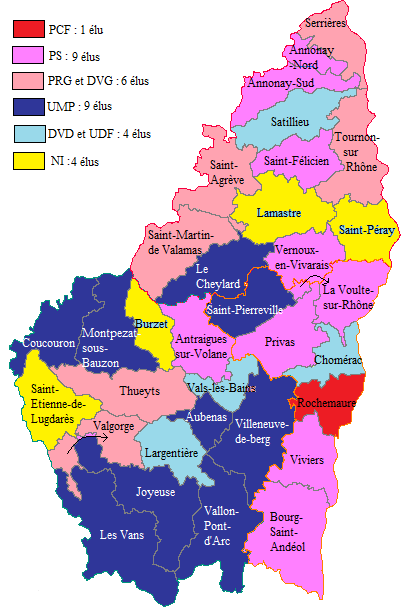
Étiquettes politiques des conseillers généraux de l'Ardèche à la suite des cantonales de 2001.

L'année 2001 voit également de nombreux rebondissements. Les élections municipales d'abord sont marquées par la vague bleue nationale. Jeanne Chaussabel est réélue à Aubenas face au socialiste Robert Eymery ainsi que Henri-Jean Arnaud à Guilherand-Granges. Michel Valla, alors maire UDF et conseiller général de Saint-Pierreville bat Yves Chastan au premier tour (de quelques voix seulement) et succède à Amédée Imbert à la mairie de Privas, Annonay bascule à nouveau à droite avec l'élection de Gérard Weber qui bat le maire socialiste sortant Jean-Claude Tournayre. Le Teil bascule également à droite avec l'élection de Christian Lavis qui succède au socialiste Robert Chapuis qui ne se représentait pas.
La gauche enregistre néanmoins quelques victoires avec l'élection du député Jean Pontier à Tournon-sur-Rhône, de Marc Bolomey à La Voulte-sur-Rhône et de Serge Martinez à Bourg-Saint-Andéol.
Les élections cantonales sont également marquées par une vague bleue. D'anciens fiefs de gauche basculent ainsi de gauche à droite, c'est le cas notamment du canton de Villeneuve-de-Berg avec Jean-Pierre Gaillard ou du canton de Vallon-Pont-d'Arc avec Max Divol. Pour la droite, Pierre Giraud est réélu sur le canton de Satillieu ainsi que le maire du Pouzin, Alain Martin sur le canton de Chomérac. De nouvelles personnalités de droite font leur apparition avec notamment Jean-Pierre Constant pour le canton d'Aubenas, qui bat le sortant Stéphane Alaize, le nouveau maire de Largentière Jean-Roger Durand pour le canton de Largentière, Bernard Perrier le maire d'Ucel réussit la succession de Jean-Claude Flory (qui cumulait le mandat de maire de Vals-les-Bains et conseiller régional) sur le canton de Vals-les-Bains.
La gauche voit néanmoins quelques victoires avec Denis Duchamp sur le canton de Serrières qui bascule à gauche où le sortant Henri Torre, sénateur et ancien président du conseil général ne se représentait pas et également sur le canton de Rochemaure qui voit arriver un communiste en la personne de Robert Cotta, le maire de Cruas. De même Daniel Barral est réélu à Châteauneuf-de-Vernoux et sur le Canton de Vernoux-en-Vivarais, Gérard Bruchet à Meyras et sur le canton de Thueyts.
L'élection du président du conseil général est marquée par un feuilleton à rebondissements multiples. Michel Teston est finalement réélu de justesse grâce aux voix des « non-inscrits » (petit groupe de conseillers généraux indépendants mené notamment par le maire de Burzet, Gabriel Comte et le maire de Lamastre Jean-Paul Vallon) où l'on assiste à la « trahison » d'un ancien conseiller général pourtant de droite Jérome Gros, conseiller général du canton de Saint-Étienne-de-Lugdarès et maire de Lavillatte, qui a rallié le groupe des non-inscrits au dernier moment et a donc soutenu la candidature de Teston. Le chef de la droite, Jacques Genest, ne lui pardonnera pas et Jérôme Gros verra sa carrière politique très compromise.
Michel Teston sera surtout épaulé durant sa présidence par des figures de gauche locales notamment Jacques Dondoux et Robert Chapuis.
2001 voit enfin le départ de quelques figures marquantes de la politique locale telles que Henri-Jean Arnaud pour le canton de Saint-Péray, Jean Pontier remplacé par Maurice Quinkal pour le canton de Tournon-sur-Rhône, Lucien Auzas à Lavilledieu et au canton de Villeneuve-de-Berg, André Monteil à Largentière, Amédée Imbert à Privas, Marie-Hélène Reynaud à Davézieux ou Jacques Nodin sèchement battu sur le canton de Rochemaure.
L'année 2002 est marquée localement par la « vague bleue » lors des élections législatives. Deux des trois circonscriptions basculent à droite. Stéphane Alaize perd son dernier mandat, celui de député, face à l'UMP Jean-Claude Flory, le jeune maire de Vals-les-Bains, dans la troisième circonscription. Son suppléant est le conseiller général du canton de Villeneuve-de-Berg, Jean-Pierre Gaillard ; à noter la présence d'un dissident de gauche, Gérard Bruchet, maire de Meyras.
Le nouveau maire UMP d'Annonay, Gérard Weber est élu face à la socialiste Catherine Rollin, conseillère municipale à Guilherand-Granges. Son suppléant est le jeune adjoint au maire de Guilherand-Granges, Mathieu Darnaud. Le socialiste Pascal Terrasse devient le « résistant », il conserve son siège de député dans la première en battant le maire UMP de Privas, Michel Valla, et fait figure de chef de la gauche ardéchoise.
2002 est marquée également par le décès brutal de Jacques Dondoux, ancien secrétaire d'État, ancien député-maire de Saint-Agrève et conseiller général du canton de Saint-Agrève. Il était un des « piliers » de la "gestion Teston" au conseil général (premier vice-président). Il est remplacé lors d'une cantonale partielle, par Maurice Weiss (du PRG) et par Michel Pierrot à la mairie de Saint-Agrève.

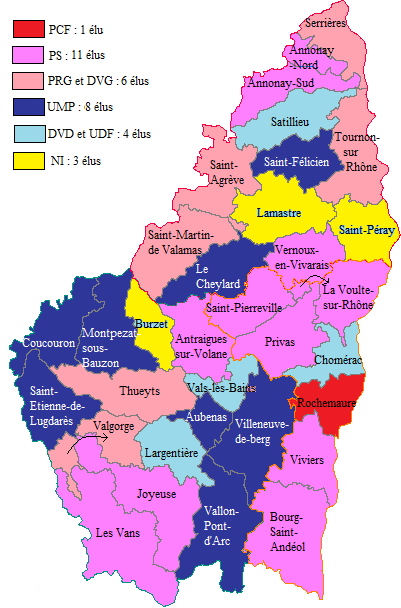
Étiquettes politiques des conseillers généraux de l'Ardèche à la suite des cantonales de 2004.

2004 est également marquée par des bouleversements politiques importants. La "vague rose" nationale fait gagner les élections régionales par la gauche menée par Jean-Jack Queyranne. Dans l'Ardèche, quelques hommes politiques de droite restent sur "le carreau" tel Michel Valla, le maire de Privas. La liste de gauche, conduite par Hervé Saulignac, remporte 6 des 9 sièges au conseil régional avec la réélection notamment de la socialiste Véronique Louis et l'élection du maire d'Arcens, Hélène Mira. La droite se console avec l'élection de Jacques Genest, le maire de Coucouron et de l'UDF Annie Dang. Le FN, toujours faible dans l'Ardèche, conserve son siège en la personne d'Albert Rosset (personnage très controversé, notamment pour ses propos négationistes sur les chambres à gaz).
Au conseil général, la vague rose se confirme au niveau des élections cantonales, Michel Teston est réélu président du conseil général. Pascal Terrasse assure désormais la fonction de premier vice-président.
Les deux cantons d'Annonay restent à gauche (Denis Lacombe et Jean-Claude Tournayre sont réélus), Yves Chastan est réélu sur le canton de Privas, tout comme Roland Veuillens sur le canton de Saint-Martin-de-Valamas ainsi que Michel Teston sur le canton d'Antraigues-sur-Volane et Bernard Bonin sur le canton de Valgorge tous les deux élus au premier tour. Deux nouveaux visages de gauche font leur apparition : Olivier Pévérelli réussit la succession de Robert Chapuis sur le canton de Viviers et Marc Bolomey est élu sur le canton de La Voulte-sur-Rhône.
Trois fiefs de droite basculent à gauche. Le canton de Joyeuse d'abord avec Raoul l'Herminier qui bat le sortant Jacques Guilhaumon, le maire de Rosières, le canton de Saint-Pierreville ensuite qui voit la victoire du maire socialiste de Beauvène, Pierre Vigné où Michel Valla ne se représentait pas ; et surtout une lourde défaite du maire UMP des Vans et ancien député Jean-Marie Roux sur le canton des Vans par le socialiste Jean-Paul Manifacier, battu sur sa propre commune. Meurtri, il démissionne le lendemain de son fauteuil de maire, laissant ainsi la place à son adjoint, Bruno Vigier.
La droite se console par le gain du canton de Saint-Félicien par son maire Jean-Paul Chauvin, la rééléction au premier tour du maire du Cheylard, Jacques Chabal, sur le canton du Cheylard (qui fait figure de chef de la droite ardéchoise) et son ancrage sur les cantons du plateau ardéchois : Marc Champel sur le canton de Saint-Étienne-de-Lugdarès succède à Jérôme Gros (c'est une revanche pour la droite), transitions réussies au canton de Montpezat-sous-Bauzon avec l'élection du maire de Saint-Cirgues-en-Montagne, Éric Lespinasse et à l'élection partielle du canton de Coucouron où Jacques Genest est obligé de démissionner pour cause de cumul de mandats, son premier adjoint Albert Enjolras, lui succède.
Pour les élections européennes, marquées par une très forte abstention (seulement 46,09 % de votants), l'Ardèche, qui fait partie de la circonscription « Sud-Est » a voté massivement pour la liste PS menée par Michel Rocard (31 %), suit la liste UMP menée par Françoise Grossetête (14,84 %), la liste UDF menée par Thierry Cornillet (12,66 %), la liste FN menée par Jean-Marie Le Pen (9,35 %). Les autres listes ont donné des résultats insignifiants. Aucune personnalité politique ardéchoise marquante ne se présentait sur ces listes.
Lors du référendum sur la constitution européenne, au mois de mai, les Ardéchois votent massivement pour le non à 60 %, ce qui est plus important que la moyenne nationale :
- 165 306 votants (73,62 % de participation)
- 160 625 exprimés
- 64 249 pour le oui (40 %)
- 96 376 pour le non (60 %)

L'année 2006, pourtant non électorale, va réserver trois faits politiques majeurs importants pour l'Ardèche.
En effet, à la mairie de Privas, la mésentente entre le premier magistrat Michel Valla et quelques-uns de ses adjoints dont notamment dans un premier temps Christian Farjot, puis dans un second plus de la moitié des adjoints, va monter et irrésistiblement (comme pour Aubenas en 2000), une grande partie des élus de la majorité démissionne avec les élus de l'opposition dirigée par Yves Chastan.
Le même cas de figure que pour Aubenas en 2000 va se reproduire, une élection municipale partielle est organisée en mars. La division entre Christian Farjot et Michel Valla fait élire, dans le cadre d'une triangulaire, dès le premier tour, la liste menée par Yves Chastan qui devient le nouveau maire de la ville de Privas. Fait exceptionnel pour la préfecture de l'Ardèche, qui bascule à gauche pour la première fois de son histoire depuis un règne sans partage de la droite pendant plus de 60 ans.
Cette élection a une conséquence importante au conseil général puisqu'Yves Chastan avait annoncé qu'élu maire, il abandonnerait sa vice-présidence du conseil général. Michel Teston, qui vient de connaître un échec sur le dossier de l'Espace de Restitution de la Grotte Chauvet, se retrouve alors un peu plus isolé dans son propre camp. Officiellement "pour des raisons personnelles" mais aussi pour se consacrer pleinement à son mandat de sénateur, il démissionne de la présidence du conseil général. Une réunion du conseil général, le 3 avril, élit Pascal Terrasse au poste de président. Le benjamin de l'assemblée, député de l'Ardèche, devient de fait le nouveau chef de la gauche ardéchoise et le nouvel homme fort du département. Bernard Bonin, maire de Valgorge, devient le 1er vice-président.
À la mairie d'Aubenas ensuite, Jeanne Chaussabel, ne souhaite pas prolonger son mandat de maire. Quelques ennuis de santé la poussent très certainement à démissionner, en faveur de son premier adjoint, le conseiller général UMP Jean-Pierre Constant qui devient en juillet, le nouveau maire de la deuxième ville de l'Ardèche.
Au cours de l'été 2006, enfin, Hélène Mira démissionne de son mandat de conseillère régionale à la région Rhône-Alpes et est remplacée par l'Annonéen Olivier Dussopt.
L'année 2007 est marquée par deux grandes élections nationales.
Pour la présidentielle, c'est Nicolas Sarkozy qui l'emporte dans l'Ardèche avec 51,62 % des suffrages contre 48,38 % pour Ségolène Royal.
Pour les principales agglomérations, certains ancrages ne correspondent plus aux étiquettes politiques des élus locaux avec, par exemple, la droite de Nicolas Sarkozy qui arrive en tête à Aubenas (52,47 %), Guilherand-Granges (56,41 %), Tournon-sur-Rhône (52,56 %), Bourg-Saint-Andéol (58,90 %), le Cheylard (54,36 %) et Saint-Péray (58,14 %) et une majorité pour Ségolène Royal à Privas (52,05 %, qui confirme son ancrage à gauche), Annonay (51,66 %), Le Teil (50,83 %), Viviers (50,34 %) et, plus étonnant, aux Vans (54,31 %).
Pour les élections législatives, l'Ardèche a globalement suivi la tendance nationale avec quelques surprises.
Le socialiste Pascal Terrasse conserve très largement son mandat de député dans la première circonscription, face à l'UMP Rachel Cotta avec 61,67 % des suffrages. Il y a un ancrage à gauche de cette circonscription très marqué pour les plus grosses villes (60,02 % des suffrages à Privas, 64,71 % au Teil, 60,68 % à Viviers, 57,24 % à Bourg-Saint-Andéol, 69,52 % à Cruas et plus étonnant, 54,12 % au Cheylard et 60,48 % au Pouzin villes pourtant réputées de droite). Le président du Conseil général a certainement bénéficié de sa forte notoriété sur le terrain, ainsi que du soutien solide du Parti Socialiste, qui le présente comme un ministrable dans le domaine de la santé. Inversement, peu connue des électeurs, Rachel Cotta a mené une campagne basée sur le porte-à-porte, sans le soutien systématique de l'ensemble des cadres de la fédération UMP locale.
Idem pour la troisième circonscription, plus rurale, et sur des terres traditionnellement de droite, où le maire UMP de Vals-les-Bains, Jean-Claude Flory, est confortablement réélu avec 55,59 % des suffrages face à la Conseillère régionale socialiste Véronique Louis. Il arrive en tête dans la grosse majorité des communes notamment à Aubenas (60,24 %), Largentière (56,95 %), Joyeuse (56,09 %), Les Vans (51,08 %), Villeneuve-de-Berg (51,86 %) et, bien sûr sur sa commune de Vals-les-Bains (67,39 %). Par ailleurs, l'ancien député Stéphane Alaize a fait un retour manqué avec 8,29 % des suffrages, score néanmoins honorable, au premier tour.
La surprise de cette élection vient de la deuxième circonscription, celle du Nord de l'Ardèche, où le jeune socialiste et conseiller régional Olivier Dussopt bat le sortant UMP et maire d'Annonay Gérard Weber à 53,71 % des suffrages. Défaite d'autant plus cuisante pour le maire d'Annonay qui est largement battu sur sa propre commune (64,37 % des voix pour Dussopt) et les communes environnantes de l'agglomération d'Annonay.
Il arrive également en tête à Saint-Agrève (57,87 %), Tournon-sur-Rhône (50,81 %), Davézieux (61,09 %) et Lamastre (53,39 %). Gérard Wéber n'arrive en tête significativement uniquement à Saint-Péray (53,61 %) et Guilherand-Granges (53,83 %).
Dans cette élection, il y a une très bonne performance au premier tour du maire d'Alboussière et conseiller général Jacques Dubay qui se présentait sous l'étiquette « divers droite » et qui réalise un score honorable de 16,87 % des voix ; également le score important de Dominique Chambon qui représentait le Modem et qui totalise 8,82 % des voix.
Cette division de la droite au premier tour a, certainement, amplifié la victoire au deuxième tour d'Olivier Dussopt, qui à 29 ans, devient le plus jeunes député de France.
En conclusion, on peut affirmer que les électeurs ardéchois ont suivi la tendance nationale : un vote en faveur de Nicolas Sarkozy pour l’élection présidentielle et une remobilisation des électeurs de gauche pour les élections législatives où la gauche résiste plus que prévu, et réussit à gagner une circonscription supplémentaire là où la droite réussit paradoxalement le "grand chelem" dans les départements voisins de la Haute-Loire, de la Lozère et de la Drôme. Les trois députés ardéchois : Pascal Terrasse 42 ans, Jean-Claude Flory 41 ans et Olivier Dussopt 39 ans sont relativement jeunes.

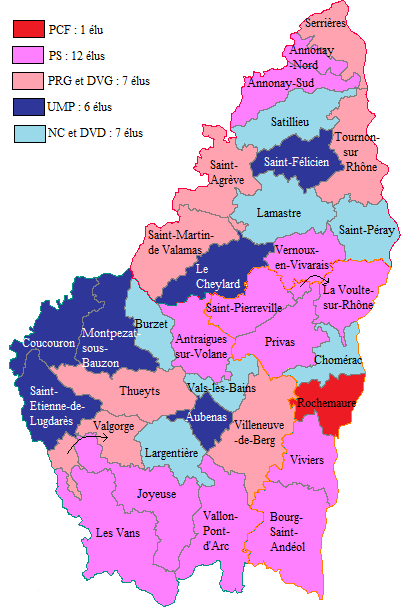
Étiquettes politiques des conseillers généraux de l'Ardèche à la suite des cantonales de 2008

L'année 2008, année des municipales et des cantonales, marque quelques changements importants au niveau des collectivités locales ardéchoises. Cette année est marquée par une vague rose relative qui s'est néanmoins fait ressentir dans le département.
Au niveau des élections municipales, quelques changements sont apparus pour les plus importantes agglomérations. Le cas le plus spectaculaire est sans aucun doute le basculement à gauche pour Annonay, avec la victoire éclatante, et dès le premier tour, avec 68,9 % des suffrages, du député socialiste Olivier Dussopt qui fait ainsi basculer à nouveau à gauche la première ville d'Ardèche. Dans les autres villes, Le Teil bascule à gauche avec l'élection dès le premier tour du conseiller général socialiste Olivier Pévérelli face à l'UMP Rachel Cotta. Christian Lavis, ancien maire du Teil qui tentait de reconquérir à nouveau Viviers est battu par le sortant vert François Louvet qui conserve ainsi la ville à la gauche.
À Privas, le socialiste Yves Chastan est réélu dès le premier tour face à l'UMP Sébastien Michel, ce qui confirme l'ancrage à gauche de la capitale ardéchoise. La Voulte reste à gauche face à aucune liste d'opposition avec la réélection de Marc Bolomey. Jean-Paul Lasbroas, sans étiquette mais à tendance divers gauche, est réélu à Saint-Péray.
Pour la droite, une seule ville importante bascule de gauche à droite, il s'agit de Tournon-sur-Rhône où le divers droite Frédéric Sausset bat le divers gauche Jean Faure et fait basculer ainsi la sous-préfecture de l'Ardèche où le sortant PRG, Jean Pontier, ne se représentait pas. Au Pouzin, Alain Martin est facilement réélu en tant que maire, idem pour l'UMP Jean-Pierre Constant qui est réélu à Aubenas. Stéphane Alaize tentait de reconquérir Aubenas : il ne réussit finalement qu'à diviser son propre camp; Jean-Claude Flory est réélu très facilement à Vals-les-Bains tout comme Jacques Chabal au Cheylard et Bruno Vigier aux Vans. À Guilherand-Granges, le jeune UMP Mathieu Darnaud est élu maire dans un contexte particulièrement favorable, il succède ainsi à Henri-Jean Arnaud qui ne se représentait pas après 37 ans de mandats soit 6 élections municipales consécutives.
La situation est, en revanche, plus complexe à Bourg-Saint-Andéol car le maire PS sortant, Serge Martinez, n'a été réélu qu'avec 2 voix d'avance face à l'UMP Jean-Marc Serre qui a d'ailleurs déposé un recours en annulation.
Au niveau des élections cantonales, la vague rose s'est fait plus ressentir et ainsi la majorité départementale de gauche dirigée par Pascal Terrasse ressort renforcée de ces élections avec le gain de 2 cantons supplémentaires : celui de Vallon-Pont-d'Arc d'abord, qui bascule à gauche avec l'élection du socialiste Laurent Ughetto qui bat le sortant UMP Max Divol, et ainsi que celui de Villeneuve-de-Berg qui bascule à gauche avec l'élection du maire divers gauche de Lussas, Jean-Paul Roux. Ces deux cantons avaient été conquis par la droite lors de la vague bleue de 2001.
L'opposition de droite, en revanche, gagne un canton : celui de Burzet où l'adjoint divers droite au maire de Saint-Pierre-de-Colombier, Jacques Alexandre, gagne ce canton dans une triangulaire qui l'opposait, entre autres au sortant Gabriel Comte qui réussit malgré tout, dans un contexte très difficile à conserver la mairie de Burzet. Gabriel Comte était membre du groupe des "Indépendants et modérés". Ce groupe ne disposait désormais que de deux élus : Jacques Dubay, qui a d'ailleurs été très largement réélu sur le canton de Saint-Peray et Jean-Paul Vallon, le maire et conseiller général de Lamastre. Ces deux élus rejoignent désormais le groupe "Union pour l'Ardèche" (UMP et divers droite) tandis qu'Alain Martin (Divers droite) quitte l'opposition pour rester un élu indépendant sans étiquette.
Tous les autres conseillers généraux ont été réélus dans leur canton respectif, avec néanmoins un changement de taille sur le canton de Vernoux-en-Vivarais où le sortant PS Daniel Barral ne se représentait pas et où a été élue Martine Finiels, première femme à siéger au sein du Conseil Général de l'Ardèche.
7 conseillers généraux ont été réélus au premier tour : Pascal Terrasse (PS) à Bourg-Saint-Andéol, Jean-Roger Durand (qui a d'ailleurs intégré le "Nouveau-Centre") à Largentière, Robert Cotta (PCF) à Rochemaure, Maurice Weiss (PRG) à Saint-Agrève, Pierre Giraud (Divers droite) à Satillieu, Denis Duchamp (PS) à Serrières et Gérard Bruchet (Divers gauche) à Thueyts.
6 conseillers généraux ont été réélus au second tour : Jean-Pierre Constant (UMP) à Aubenas, Alain Martin (UMP) à Chomérac, Jacques Genest (UMP, qui fait son retour à l'assemblée départementale) à Coucouron, Jacques Dubay (DVD) à SaintPeray, Maurice Quinkal (PRG) à Tournon et Bernard Perrier (UMP) à Vals-les-Bains.
Par ailleurs, Olivier Dussopt et Jacques Genest, cumul des mandats oblige, démissionnent de leur mandat de conseiller régional, ce qui permet à Danièle Soubeyrand-Géry (PS) d'être élue et à Michel Valla (UMP), l'ancien maire de Privas, de faire son retour sur la scène politique, lui qui n'avait plus aucun mandat.
Lors des élections sénatoriales, la gauche confirme sa poussée : alors que Michel Teston est brillamment réélu dès le premier tour, le maire UMP de Coucouron, Jacques Genest est battu de six voix au second tour par le maire PS de Privas, Yves Chastan qui gagne ainsi le second siège de sénateur détenu jusqu'alors par l'UMP Henri Torre qui ne se représentait pas.
Le début de l'année est marqué par le décès du conseiller régional Jean-Paul Reine, celui-ci est remplacé par le maire de Viviers, François Louvet qui devient conseiller régional.
Yves Chastan, nouveau sénateur et maire de Privas a démissionné de son mandat de conseiller général, une élection cantonale partielle est organisée en mars 2009. C'est le socialiste Hervé Saulignac, conseiller régional et son adjoint à la mairie de Privas qui le remplace.
En avril, à la suite de l'annulation du Conseil d'État des élections municipales de mars 2008, une nouvelle élection municipale a lieu à Bourg-Saint-Andéol qui voit s'affronter les éternels rivaux : Jean-Marc Serre pour l'UMP et Serge Martinez pour le PS. C'est ce dernier qui remporte à nouveau l'élection du 26 avril avec seulement 63 voix d'avance.
À l'occasion des élections européennes du 7 juin, les électeurs ardéchois ont globalement suivi la tendance nationale mais avec une participation légèrement plus élevée (44,24 % de participation). L'Ardèche, qui fait partie de la Circonscription Sud-Est, a mis en tête la liste UMP dirigée par Françoise Grossetête (25,15 %), suivie de la liste d'Europe écologie dirigée par Michèle Rivasi (17,69 %), puis la liste PS de Vincent Peillon (17,37 %, qui fait un score légèrement supérieur à la moyenne nationale), puis de la liste Modem de Jean-Luc Bennahmias (7,51 %), de la liste du Front de gauche de Marie-Christine Vergiat (7,5 %) et enfin celle du Front National dirigé par Jean-Marie Le Pen (6,63 %). À noter que peu d'hommes politiques ardéchois étaient présents sur les listes de candidats si ce n'est le maire Nouveau-Centre de Largentière, Jean-Roger Durand sur la liste de l'UMP Françoise Grossetête mais pas en position éligible.
Au mois de juin, une élection cantonale partielle est organisée sur le canton de Satillieu à la suite de l'annulation par le Conseil d'État de l'élection de Pierre Giraud, réélu en mars 2008. Le 28 juin, Pierre Giraud (maire divers droite de Satillieu) est réélu dès le premier tour avec 56,16 % des suffrages. Le Parti Socialiste n'a pas présenté de candidat. Un choix surprenant quand on sait que c'est Guy Frery, un militant PS et Daniel Benassy (PRG) suppléant de la candidate en 2008 qui ont provoqué l'annulation du scrutin.
Au mois de novembre, une nouvelle élection partielle a lieu dans le canton de Saint-Pierreville à la suite de la démission, pour raisons de santé de Pierre Vigné. C'est la socialiste Lætitia Serre, qui l'avait d'ailleurs remplacée en tant que maire de Beauvène en 2008, qui remporte cette élection partielle face à l'adjointe au maire à Saint-Julien-du-Gua, Denise Nury, soutenue par l'UMP. Une élection sans surprise, puisque ce canton était déjà acquis à la majorité de gauche, mais il faut tout de même noter que pour la première fois, deux femmes s'affrontaient au second tour d'une élection cantonale, ce qui permet par ailleurs à Laetitia Serre de devenir la seconde femme à siéger à l'assemblée départementale de l'Ardèche.
La fin de l'année 2009 est tragiquement marquée par le décès brutal de Roland Veuillens, conseiller général du canton de Saint-Martin-de-Valamas depuis 1998 et maire de Saint-Martin-de-Valamas de 1995 à 2008, décédé d'un cancer à l'âge de 63 ans. Son décès est suivi quelques jours après de celui Pierre Vigné, 57 ans, ancien maire de Beauvène et conseiller général du canton de Saint-Pierreville de 2004 à 2009 qui avait démissionné en septembre dernier de son mandat.
Le 31 janvier, une cantonale partielle est organisée sur le canton de Saint-Martin-de-Valamas à la suite du décès de Roland Veuillens. C'est le divers gauche Michel Chantre, maire de Saint-Jean-Roure et président de la Communauté de communes des Boutières qui remporte le siège de Conseiller Général dès le premier tour, avec 51,91 % des voix soit 895 voix pour lui contre 606 pour Sophie Coste divers droite, adjointe au maire de Saint-Martin-de-Valamas, et 225 pour Georges Murillon, maire sans étiquette de Borée
À l'occasion des élections régionales, la gauche confirme sa poussée avec une droite plus faible que dans le reste de la région Rhône-Alpes. Le premier tour est marqué par un bon score de la liste Europe Écologie-Les Verts (15,18 %) menée par Olivier Keller, le maire de Saint-Jean-Chambre et par un bon score de la liste du Front-National menée par Christian Grangis (13,11 %). Au second tour, les listes PS, Front-de-Gauche et Europe Écologie-Les Verts fusionnent avec Hérvé Saulignac, conseiller général du canton de Privas en tête de liste et remportent largement la triangulaire avec un score de 53,84 % pour la liste de gauche régionale de Jean-Jack Queyranne ce qui lui permet d'obtenir 7 élus (4 PS, 2EELV et 1FdG). La droite unie (UMP, NC, DVD) de Françoise Grossetête obtient 31,49 % des suffrages soit 2 élus dont Mathieu Darnaud, le maire de Guilherand-Granges et Marie-Christine Git. Le Front-National menée régionalement par Bruno Gollnisch, avec 14,67 obtient un élu avec Christian Grangis.

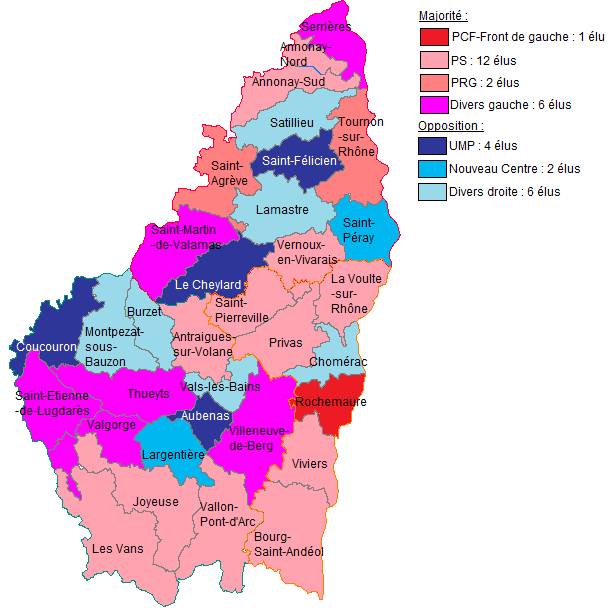
Étiquettes politiques des conseillers généraux de l'Ardèche à la suite des cantonales de 2011

L'année 2011 est marquée politiquement par le renouvellement de la moitié des cantons à l'occasion des élections cantonales au mois de mars. Ces élections locales se tiennent dans un contexte (local mais aussi national) de forte opposition à l'exploitation des gaz de schiste, le débat a largement pesé sur les élections.
À l'issue de ces élections, les rapports de force droite/gauche restent peu modifiés à l'exception notable du basculement à gauche du Canton de Saint-Étienne-de-Lugdarès qui voit le retour de Jérôme Gros, étiqueté cette fois-ci en divers gauche, prenant ainsi sa revanche sur le sortant UMP Marc Champel.
Pour les autres cantons, la plupart des sortants sont confortablement réélus dans leur canton respectif : Denis Lacombe sur Annonay-Nord, Raoul L'Herminier sur Joyeuse, Marc Bolomey à La Voulte-sur-Rhône, Jean-Paul Vallon à Lamastre, Jacques Chabal au Cheylard, Jean-Paul Manifacier aux Vans, Hervé Saulignac à Privas, Jean-Paul Chauvin à Saint-Félicien, Michel Chantre à Saint-Martin-de-Valamas, Laetitia Serre à Saint-Pierreville, Bernard Bonin à Valgorge et Olivier Péverelli à Viviers. À noter par ailleurs la victoire de Patrick Coudène, maire divers droite du Roux sur le sortant UMP Eric Lespinasse dans le canton de Montpezat-sous-Bauzon, canton qui reste malgré tout à droite ; la victoire du socialiste Simon Plenet, adjoint au maire d'Annonay à Annonay-Sud qui prend la succession de Jean-Claude Tournayre et la victoire de Robert Roux, maire divers gauche de Saint-Joseph-des-Bancs qui succède à Michel Teston, élu depuis 1979 et ne souhaitant pas se représenter, sur le canton d'Antraigues-sur-Volane.
À l'issue de ces élections, Pascal Terrasse est réélu à la présidence du Conseil Général.